# ژرمن درموز
ژرمن درموز (فرانسوی: Germaine Dermoz‎) یک هنرپیشه اهل فرانسه بود.
از فیلم‌ها یا برنامه‌های تلویزیونی که وی در آنها نقش داشته‌است می‌توان به آقای ونسان اشاره کرد.